# 칼라비 추측
미분기하학에서 칼라비 추측(영어: Calabi conjecture)은 에우제니오 칼라비가 만든 특정 복소다양체에 대한 특정 종류의 리만 계량의 존재성에 대한 추측이었다. 이 추측은 중국계 미국인 수학자 야우싱퉁이 이를 해결하였다. 이 업적으로 야우는 오스왈드 베블렌상(부분 수상)과 필즈상을 수상했다. 주로 복소 Monge-Ampère 방정식으로 알려진 타원 편미분 방정식의 해석인 그의 연구는 기하학적 해석학 분야에서 영향력 있는 초기 결과였다.
보다 정확하게는 칼라비의 추측은 닫힌 복소 다양체에 대한 켈러 계량 설정 내에서 규정된 리치 곡률 문제의 해결을 주장한다. 천-베유 이론에 따르면 이러한 계량의 리치 형식은 첫 번째 천 특성류를 나타내는 닫힌 미분 2-형식이다. 칼라비는 이러한 미분 형식 R에 대해 리치 형식이 R인 각 켈러 특성류에는 정확히 하나의 켈러 계량이 있다고 추측했다.(일부 콤팩트 복소 다양체는 켈러 특성류를 허용하지 않으며 이 경우 추측은 공허한다)
첫 번째 천 특성류가 사라지는 특수한 경우 이는 각 켈러 특성류에 정확히 하나의 리치 평탄 계량이 포함되어 있음을 의미한다. 이들은 종종 칼라비-야우 다양체라고 불린다. 그러나 이 용어는 다양한 저자에 의해 약간 다른 방식으로 사용되는 경우가 많다. 예를 들어 일부 용도는 복소 다양체를 참조하는 반면 다른 용도는 특정 리치 평탄 켈러 계량과 함께 복소 다양체를 참조할 수 있다.
이 특별한 경우는 콤팩트 복소 다양체에서 0 스칼라 곡률을 가진 켈러-아인슈타인 계량에 대한 완전한 존재 및 고유성 이론으로 동등하게 간주될 수 있다. 0이 아닌 스칼라 곡률의 경우는 칼라비 추측의 특별한 경우로 따르지 않다. 켈러-아인슈타인 문제의 '오른쪽'은 '알 수 없는' 계량에 의존하므로 켈러-아인슈타인 문제를 다음 영역 외부에 배치하기 때문이다. 리치 곡률을 처방한다. 그러나 칼라비 추측을 해결하는 데 있어 복소 Monge-Ampère 방정식에 대한 야우의 분석은 음의 스칼라 곡률에 대한 켈러-아인슈타인 계량의 존재도 해결할 만큼 충분히 일반적이었다. 양의 스칼라 곡률의 세 번째이자 마지막 사례는 부분적으로 칼라비 추측을 사용하여 2010년대에 해결됐다.

## 칼라비 추측의 증명 개요
칼라비는 칼라비 추측을 복소 Monge-Ampère 유형의 비선형 편미분 방정식으로 변환하고 이 방정식에 최대 하나의 해가 있음을 보여줌으로써 필요한 켈러 계량의 고유성을 확립했다.
야우는 연속성 방법을 사용하여 이 방정식의 해를 구성함으로써 칼라비 추측을 증명했다. 여기에는 먼저 더 쉬운 방정식을 푼 다음 쉬운 방정식의 해가 어려운 방정식의 해로 연속적으로 변형될 수 있음을 보여주는 것이 포함된다. 야우 해의 가장 어려운 부분은 해의 미분에 대한 특정 선험적 추정치를 증명하는 것이다.

### 칼라비 추측을 미분방정식으로 변환
{\displaystyle M}이 켈러 형식 {\displaystyle \omega }가 주어진 복소 콤팩트 다양체라 하자. {\displaystyle \partial {\bar {\partial }}} -보조정리에 의해, 동일한 드 람 코호몰로지류에 있는 다른 켈러 형식은 {\displaystyle M}에서 정의된 매끄러운 함수 {\displaystyle \varphi }에 대해 다음 형식이다.
{\displaystyle \omega +dd'\varphi }
이는 상수 덧셈을 기준으로 유일하다. 따라서 칼라비 추측은 다음 문제와 동일하다.
{\displaystyle F=e^{f}}를 {\displaystyle M}에서 정의된 평균값이 1인 양의 매끄러운 함수라 하자. 그러면 다음과 같은 매끄러운 실함수 {\displaystyle \varphi }가 있다.
{\displaystyle (\omega +dd'\varphi )^{m}=e^{f}\omega ^{m}}
그리고 {\displaystyle \varphi }는 상수 덧셈을 기준으로 유일하다.
이것은 단일 함수 {\displaystyle \varphi }에 대한 복소 Monge-Ampère 유형의 방정식이다. 이는 최고차항 측면에서 비선형이기 때문에 풀기가 특히 어려운 편미분 방정식이다. {\displaystyle f=0}일 때는 {\displaystyle \varphi =0}가 해가 되어서 풀기 쉽다. 연속성 방법의 아이디어는 풀 수 있는 함수 {\displaystyle f}들의 집합이 열린 집합이자 닫힌 집합임을 보여줌으로써 모든 문제에 대해 해결될 수 있음을 보여주는 것이다. 풀 수 있는 함수 {\displaystyle f}들의 집합은 비어 있지 않으며, 연결이다. 이는 모든 {\displaystyle f}에 대한 문제가 해결될 수 있음을 보여준다.
매끄러운 함수 {\displaystyle \varphi }에서 매끄러운 함수 {\displaystyle F}로의 사상
{\displaystyle F=(\omega +dd'\varphi )^{m}/\omega ^{m}}
는 전사도 단사도 아니다. {\displaystyle \varphi }에 상수를 더해도 {\displaystyle F}가 그대로라서 단사가 아니다. 그리고 {\displaystyle F}가 양수여야 하며 평균값이 1이어야 해서 전사가 아니다. 그래서 우리는 평균값 0을 갖도록 정규화된 함수 {\displaystyle \varphi }에 제한된 사상을 고려한다.  이 사상이 평균값이 1인 양수 {\displaystyle F=e^{f}} 집합에 대한 동형인지 묻는다. 칼라비와 야우는 이것이 동형임을 증명했다. 이 작업은 아래에 설명된 여러 단계로 수행된다.

### 해의 유일성
해가 유일하다는 것을 증명하려면 다음을 보여주는 것이 포함된다.
{\displaystyle (\omega +dd'\varphi _{1})^{m}=(\omega +dd'\varphi _{2})^{m}}
그러면 Φ1 과 Φ2는 상수 차이이다.(따라서 둘 다 평균값 0을 갖도록 정규화되면 동일해야 한다) 칼라비는
{\displaystyle |d(\varphi _{1}-\varphi _{2})|^{2}}
의 평균값이 최대 0인 표현식으로 제공된을 보여줌으로써 이를 증명했다. 분명히 0 이상이므로 0이어야 한다.
{\displaystyle d(\varphi _{1}-\varphi _{2})=0}
이는 차례로 φ1, φ2 가 상수만큼 달라지도록 한다.

### F들의 집합이 열린 집합이다.
가능한 F들의 집합이 열려 있다는 것을 증명하는 것은(평균값이 1인 매끄러운 함수 집합에서) 어떤 F 에 대한 방정식을 풀 수 있다면 충분히 가까운 F 에 대해서도 방정식을 푸는 것이 가능하다는 것을 보여주는 것이다. 칼라비는 바나흐 공간에 대한 음함수 정리를 사용하여 이를 증명했다. 이를 적용하기 위한 주요 단계는 위의 미분 연산자의 선형화가 가역적임을 보여주는 것이다.

### F집합이 닫힌 집합이다
이것은 증명에서 가장 어려운 부분이며 야우가 수행한 부분이었다. F가 가능한 함수 ψ들의 상의 폐포라고 가정한다. 이는 대응하는 함수 F 1, F 2 ,...가 F 로 수렴하는 함수 φ1, φ2, ...의 열이 있음을 의미하며, 문제는 φ들의 어떤 부분 열이 해 φ로 수렴함을 보여주는 것이다. 이를 수행하기 위해 야우는 함수 φi 와 log(fi )의 고차 도함수 측면에서 고차 도함수에 대한 일부 선험적 경계를 찾는다. 이러한 경계를 찾으려면 일련의 긴 추정이 필요하며 각각은 이전 추정보다 약간 향상된다. 야우가 얻는 범위는 함수 φi 가 모두 적절한 바나흐 공간 함수의 콤팩트한 부분 집합에 있음을 보여주기에 충분하므로 수렴 부분 수열을 찾는 것이 가능하다. 이 부분 수열은 이미지 F 가 포함된 함수 φ로 수렴되며, 이는 가능한 이미지 집합 F가 닫혀 있음을 보여준다.